# NGC 6344
NGC 6344 — двойная звезда в созвездии Геркулес.
Этот объект входит в число перечисленных в оригинальной редакции «Нового общего каталога».
NGC 6344 расположена к северу от небесного экватора, и поэтому её легче увидеть из северного полушария.

## Видимость
NGC 6344 находится над горизонтом Гринвича. Текущая высота составляет 54° над горизонтом.